# Oudenhorst
Oudenhorst was een kasteel ten zuidoosten van het Nederlandse dorp Woudenberg, provincie Utrecht. 

## Geschiedenis
De oudste vermelding van Oudenhorst dateert uit 1373. Het was destijds een tiendblok dat door de Utrechtse Sint Pieter werd verpacht.
In 1446 werd Oudenhorst bewoond door Jan van Jutfaas. Adriaan van Rijn van Jutfaas bewoonde het huis in 1470. Hij werd opgevolgd door Dirck van Moudtwijck, wiens dochter Maria in 1536 trouwde met Henrick Ruijsch. Maria bracht Oudenhorst bij het huwelijk in. Hun dochter Geertruida zou trouwen met Jan van Merenburg die op deze manier in 1599 Oudenhorst in handen kreeg.
In de eerste helft van de 17e eeuw wisselen diverse eigenaren elkaar af. Waarschijnlijk in 1653 verkreeg Cornelius Segbol het huis Oudenhorst. Hij ging er wonen met zijn echtgenote Amelia Agnes Gijsels van Lier en haar zuster Judith. Die laatste zou in 1673 het huis erven en tot haar dood in 1711 blijven bewonen. Zij liet het na aan haar nicht Anna van Sijdenburg. Na haar overlijden in 1722 kwam Oudenhorst in bezit van de Amersfoortse notaris Wessel Cranen, die echter al na twee jaar overleed. Zijn weduwe Geertrui van Isselt bleef nog tot haar dood in 1730 op Oudenhorst wonen.
In 1732 kwam de Oudenhorst in bezit van de Amersfoortse koopman Cornelis van Lochem. Drie jaar later verhuurde hij de hofstede 'Groot Oudenhorst' aan Willem Hermsen; uit de overeenkomst blijkt dat onder andere het oorspronkelijke ‘herenhuis’ buiten de regeling viel.
Gerrit Joseph van Blocklandt had Oudenhorst in 1737 in eigendom en gebruikte het als onderpand voor een lening bij Hendrik van Halteren. Hendrik kreeg het huis in 1743 in handen en zou tot 1774 eigenaar blijven. Na het overlijden van de laatste Van Halteren in 1799 lieten de erfgenamen het huis een jaar later openbaar verkopen. De nieuwe eigenaar werd Louis Lucas Bols.
Wanneer de Oudenhorst precies is verdwenen, is niet bekend. In ieder geval was er in 1806 geen kasteel meer aanwezig, getuige de hypotheek die Louis Lucas Bols toen nam op Groot Oudenhorst. Er was op dat moment alleen nog een boerderij. 
De boerderij Oudenhorst is in 2003 afgebroken. Uit onderzoek dat vlak voor de sloop werd gedaan kwam naar voren dat de boerderij deels was opgetrokken uit ouder materiaal (waaronder kloostermoppen) dat waarschijnlijk afkomstig was van het in de 18e eeuw afgebroken huis Oudenhorst.
De gracht is na de afbraak van de boerderij weer deels uitgegraven.

### Klein Oudenhorst
De zuidelijker gelegen boerderij Klein Oudenhorst behoorde doorgaans tot het goed Oudenhorst en werd tussen 1705 en 1716 gebouwd. In 1864 werd de boerderij gesloopt. Twintig jaar later werd op die locatie de spoorlijn Kesteren - Amersfoort aangelegd.

## Beschrijving
Een tekening uit circa 1730 van L.P. Serrurier laat een versterkt stenen huis Oudenhorst zien. Naast het huis staat een boerderij. Oudenhorst was omgracht en had een toegangsbrug.
De betrouwbaarheid van de tekening is overigens twijfelachtig.

## Trivia
Ten zuiden van Oudenhorst ligt de verzorgingsplaats Oudenhorst langs de A12.
Kasteel Ter Aa (Breukelen) ·
Aastein ·
Slot Abcoude ·
Amaliastein ·
Nieuw-Amelisweerd ·
Oud-Amelisweerd ·
Kasteel Amerongen ·
Kasteel Batestein (Harmelen) ·
Kasteel Batestein (Vianen) · 
De Beest ·
Bergestein ·
Beverweerd ·
Blasenburg ·
Blikkenburg ·
Blommesteyn ·
Bolenstein ·
Bolsweerd ·
Bottestein ·
Kasteel Broekhuizen ·
Bruinenburg ·
Huis Cammingha ·
Clarenborg ·
Coelhorst ·
De Batau ·
Dompselaer ·
Huis Doorn ·
Drakenburg (kasteel) ·
Drakensteyn ·
Kasteel Duurstede ·
Huis Ter Eem ·
Eijkelenburg ·
Emmickhuizen ·
Den Engh ·
Essenstein ·
Everstein (Everdingen) ·
Everstein (Jutphaas) ·
Den Eyck ·
Galesloot ·
Kasteel Geerestein ·
Gildenborgh ·
Kasteel Ten Goye ·
Grauwert ·
Grijpestein ·
Groenestein (Langbroek) ·
Kasteel Groeneveld (Baarn) ·
Groenewoude (Woudenberg) ·
Gunterstein ·
Kasteel de Haar ·
Kasteel Hagestein ·
Hamtoren ·
Kasteel Hardenbroek ·
Huis Harmelen ·
Ridderhofstad Heemstede ·
Kasteel Heemstede ·
Heimenberg ·
Heimerstein ·
Huis Herlaar ·
Ter Heul ·
Heulestein ·
Hindersteyn ·
Kasteel Ter Horst (Achterberg) ·
Isselt ·
Kasteel IJsselstein ·
Jagenstein ·
Kersbergen ·
Killestein ·
Kronenburg (kasteel) ·
Kasteel Levendaal ·
Lichtenberg (Woudenberg) ·
Lievendaal (Amerongen) ·
Landgoed Linschoten ·
Kasteel Linschoten ·
Lockhorst ·
Kasteel Loenersloot ·
Kasteel Lunenburg ·
Huis Maarsbergen ·
Marckenburg ·
Ter Meer ·
Ter Mey (Haarzuilens) ·
Huis te Mijdrecht ·
Huis te Mijnden ·
Kasteel Moersbergen ·
Kasteel Montfoort ·
Natewisch ·
Te Nesse ·
Kasteel Nijenrode ·
Nijenstein ·
Nijeveld ·
Noordwijk (Langbroek) ·
Huis te Oosterwijk ·
Oostwaard (Utrecht) ·
Op de Bol ·
Oud-Broekhuizen ·
Ridderhofstad Oudaan ·
Huis Oudegein ·
Oudenhorst ·
Plettenburg (kasteel) ·
Huis De Polle ·
Prattenburg ·
Kasteel Putkop ·
Randenbroek (park) ·
Remmerstein ·
Kasteel Renswoude ·
Rhijnauwen ·
Kasteel Rhijnestein ·
Huis Riebeek ·
Kasteel Rijnenburg ·
Rijnestein ·
Rijneveld ·
Kasteel Rijnhuizen ·
Rijningen ·
Huis Rijnsweerd ·
Rijpickerwaard · 
Kasteel Rijsenburg ·
De Roetert ·
Rumelaar ·
Kasteel Ruwiel ·
Royestein ·
Kasteel Sandenburg ·
Kasteel Schalkwijk ·
Kasteel Schonauwen ·
Schurenburg ·
Snaafburg ·
Snellenburg ·
Paleis Soestdijk ·
Steenhuis (Lopik) ·
Kasteel Sterkenburg ·
Stormerdijk ·
Landgoed Stoutenburg ·
Ten Massche ·
Valkenburg (Rhenen) ·
Huis te Velde ·
Kasteel Veldenstein ·
Hofstede te Vliet ·
Huis te Vleuten ·
Huis te Vliet (Lopik) ·
Huis te Vliet (Oudewater) ·
Vogelpoel ·
Huis te Voorn ·
Vredelant ·
Vronestein ·
Vuijlcop ·
Kasteel Walenburg ·
Wayenstein (Amerongen) ·
Kasteel Weerdenburg ·
Weerdesteyn ·
Weerestein ·
Hof ter Weyde ·
Wickenburgh ·
Wijnestein ·
Wiltenburg (Utrecht) ·
Kasteel van Woerden ·
Huis Woudenberg ·
Huis te Woudenberg (I) ·
Huis te Woudenberg (II) ·
Wulven ·
Kasteel Oud-Wulven ·
Wulvenhorst ·
Slot Zeist ·
Kasteel Zuilenburg ·
Zuileveld ·
Slot Zuylen ·
Huis Zuylenstein